# پلی‌هاوس تقدیم می‌کند
پلی‌هاوس تقدیم می‌کند (انگلیسی: Playhouse Presents) یک مجموعه آنتولوژی بریتانیایی و از تولیدات اسکای آرتس است که برای نخستین بار در ۱۲ آوریل ۲۰۱۲ میلادی منتشر شد. نویسنده و بازیگران هر قسمت این سریال متفاوت از دیگری است. فصل دوم این سریال در آوریل ۲۰۱۳ میلادی آغاز و فصل سوم از ۱ مه ۲۰۱۴ پخش شد.

## بازیگران

### فصل اول
- دیوید تننت
- شیلا هنکاک
- هری شیرر
- تام جونز
- آلیسون استدمن
- برندا بلتین
- اولیویا ویلیامز
- لوسی پانچ
- مارتین شا
- جینا مک‌کی
- ایمی کلی
- داگلاس هنشال
- اما تامپسون
- ادی مارسن
- راسل تووی
- استیون فرای
- زوئی وانامیکر
- استلان اسکاشگورد
- هایلی اتول
- تره‌ور ایو
- جرالدین جیمز
- ریچارد ای گرانت
- کاترین تیت
- شارون هورگان
- سامانتا اسپیرو
- اندی نایمن
- کیتی برک

### فصل دوم
- کایلی مینوگ
- پیتر سرافیناویچ
- دیوید هیروود
- پل کی
- ایان هارت
- استیون گراهام
- سامانتا باند
- ونسا ردگریو
- آنا فریل
- نانسو آنوزی
- تام بروک
- نیل دادجن
- کلر اسکینر
- سوران جونز
- الکس مک‌کوئین
- آنا کالدر-مارشال
- جولیا دیویس
- شارون هورگان
- سامانتا اسپیرو
- مارک گیتیس
- فرانسس باربر
- کیتی برک
- سارا سلیمانی
- کریگ رابرتس
- جو کول
- متیو بینتون
- استیو پمبرتون
- جونا اسکانالان
- ریس شیراسمیت
- ریس ایفانز
- تمسین اگرتون
- میشل گومز
- زوی اشتن

### فصل سوم
- متیو پری
- مارک استرانگ
- جین هرکس
- اشلی والترز
- دنیل میز
- بیلی پایپر
- بن ویشاو
- لینزی دانکن
- ریچارد ویلسون
- سیمون کالو
- کارا دلوین
- سیلویا سیمز